# ソン・ヒョンジュン
ソン・ヒョンジュン（朝: 송형준、中: 宋亨俊、英: Song Hyeongjun、2002年11月30日 - ）は、韓国の歌手、ダンサー、ボーカル。男性アイドルグループ「CRAVITY」のメンバーである。STARSHIPエンターテインメント（韓国）、アミューズ（日本）所属。身長174cm。体重55kg。2019年8月27日から2020年1月6日まで男性アイドルグループ「X1」のメンバーとして活動していた。

## 来歴

### 2019年
5月3日～7月19日、Mnetで放送されたオーディション番組「PRODUCE X 101」に出演し、最終順位4位でデビューメンバーに選抜。
同年8月27日、X1のメンバーとして1stミニアルバム『비상(飛翔)：QUANTUM LEAP』でデビュー。

### 2020年
1月6日、X1が解散。所属事務所であるSTARSHIPエンターテインメントの練習生に戻った。
3月15日、STARSHIPエンターテインメントの新人ボーイズグループ「CRAVITY」としてデビューすることが発表された。
4月14日、CRAVITYのメンバーとして1stミニアルバム『CRAVITY SEASON1. [HIDEOUT : REMEMBER WHO WE ARE]』でデビュー。

## ディスコグラフィ

### 参加楽曲
PRODUCE X 101
- 2019年3月21日 - X1-MA - 「_지마 (X1-MA)」
- 2019年7月5日 - PRODUCE X 101 - 31 Boys 5 Concepts - 「이뻐이뻐 (Pretty Girl)」（크레파스 (Crayon)名義）
- 2019年7月20日 - PRODUCE X 101 - FINAL - 「To My World」「꿈을 꾼다 (Dream For You)」

## 出演

### テレビ番組
- PRODUCE X 101（2019年5月3日 - 7月19日、Mnet）